# Dimitri Payet
Dimitri Payet [ˈdimitʀiː paˈjɛt] (* 29. März 1987 in Saint-Pierre, Réunion) ist ein französischer Fußballspieler. Der Mittelfeldspieler steht bei CR Vasco da Gama unter Vertrag.

## Karriere

### Verein
Payet wurde in Saint-Pierre auf Réunion geboren, einem französischen Übersee-Département im Indischen Ozean. Er begann mit dem Fußballspielen bei örtlichen Vereinen auf Réunion und wechselte im Alter von zwölf Jahren auf das französische Festland zu Le Havre AC. Er durchlief die Jugendabteilung des Vereins und wechselte nach vier Jahren zurück in seine Heimat zu AS Excelsior Saint-Joseph, wo er in der D1 Promotionelle, der ersten Liga Réunions, spielte. Nachdem Payet dort mit guten Leistungen überzeugen konnte, wurde er 2004 vom FC Nantes verpflichtet. Dort kam er zunächst im Reserveteam zum Einsatz. In der Saison 2005/06 wurde er in den Profikader aufgenommen. In derselben Spielzeit absolvierte er drei Spiele und konnte sein erstes Tor erzielen. In seinem zweiten Jahr machte er mehr auf sich aufmerksam und lief insgesamt 30-mal für die Kanarienvögel auf, konnte allerdings nur vier Torerfolge

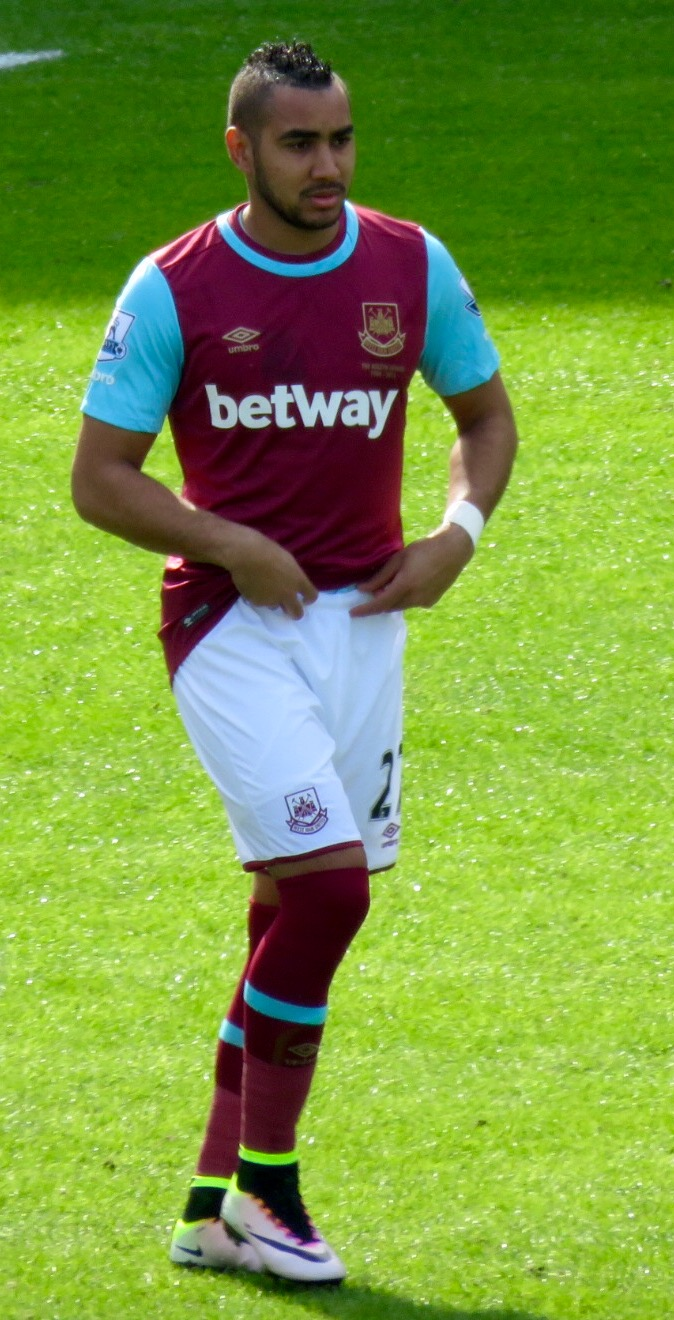
Dimitri Payet im Trikot von West Ham (2016)

Die Saison 2006/07 verlief enttäuschend für Nantes, Payet stieg mit dem FCN aus der Ligue 1 ab. Daraufhin wechselte der Offensiv-Allrounder zu AS Saint-Étienne. Im Juli 2009 gab er bekannt, dass er seinen Vertrag bei Saint-Étienne bis ins Jahr 2013 verlängert habe. Aber erst in der Saison 2010/11 platzte der Knoten bei Payet: nach sieben Spieltagen führte er die Torjägerliste der Ligue 1 mit ebenso vielen Treffern an.
Am 28. Juni 2011 wechselte Payet zum französischen Meister OSC Lille, bei dem er einen Vierjahresvertrag unterschrieb. Allerdings zog es ihn bereits nach zwei Jahren zu Olympique Marseille. Marseille verließ er im Sommer 2015 und ging in die Premier League zu West Ham United. Im Februar 2016 wurde seine Vertragslaufzeit bis 2021 verlängert.
Ende Januar 2017 kehrte Payet zu Olympique Marseille zurück. Er ist Mannschaftskapitän.
Ende Mai 2018, Marseille schafft es zum ersten Mal seit 2004 das Finale eines Europapokals zu erreichen, der Europa League gegen Atlético Madrid. Er verletzt sich einige Tage vor dem Finale gegen und Rudi Garcia beschließt, ihn für das Treffen zu schonen. Endlich etabliert, leidet Payet unter seiner Verletzung und muss schnell das Feld verlassen.
Am 21. Juli 2023, OM-Präsident Pablo Longoria und Dimitri Payet kündigen auf einer Pressekonferenz den Abgang des Spielers von Olympique Marseille an, nach neun Spielzeiten in den Farben von OM.
Im August 2023 wechselte er nach Brasilien zu CR Vasco da Gama.

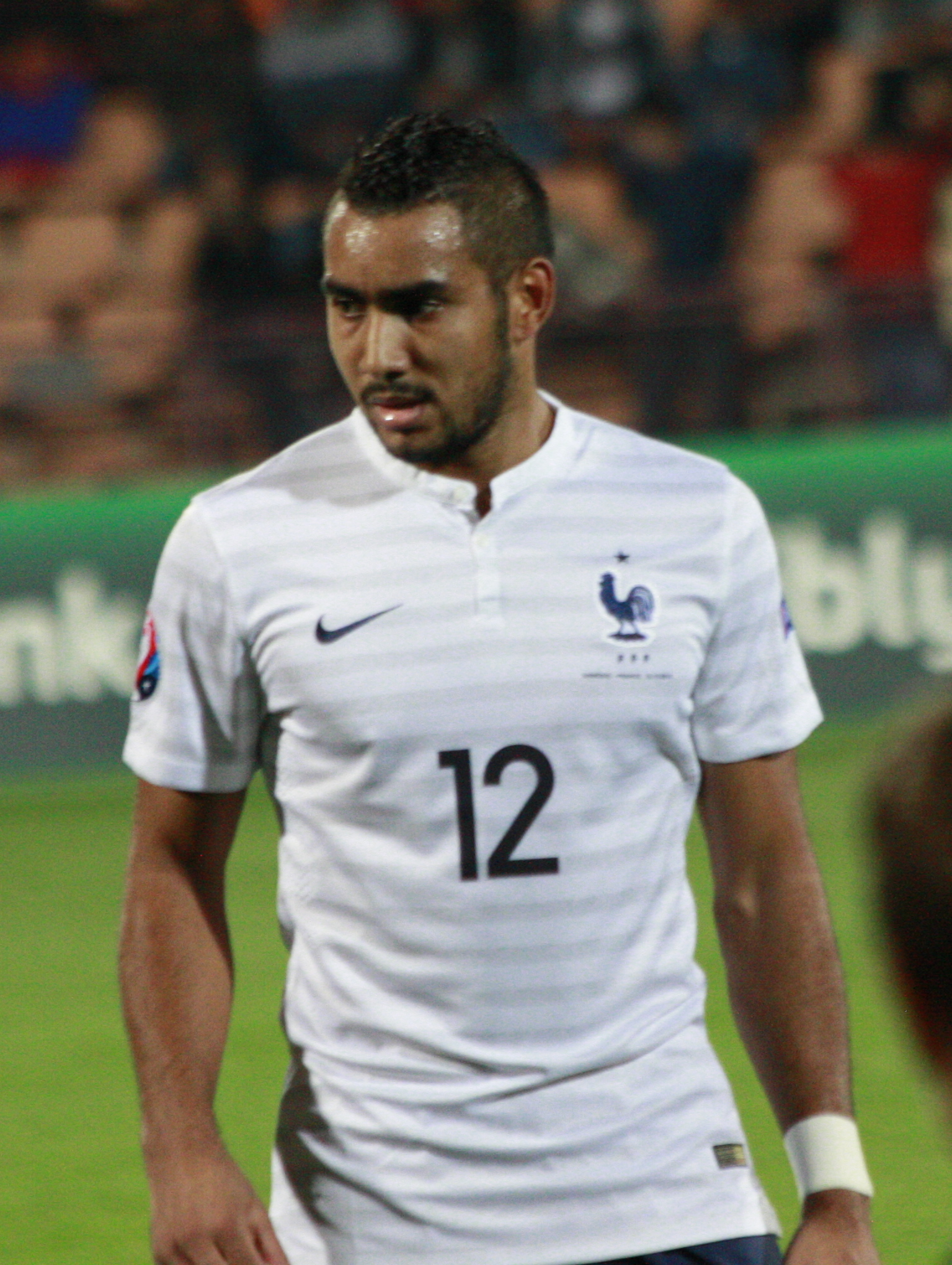
Dimitri Payet im Nationaltrikot Frankreichs (2014)

### Nationalmannschaft
Payet spielte von 2006 bis 2008 für die U21-Nationalmannschaft seines Heimatlandes. Sein Debüt gab er am 9. November 2006, wobei er selbst einen Treffer markieren konnte, jedoch im weiteren Verlauf des Spiels verletzungsbedingt ausgewechselt werden musste.
Am 30. September 2010 berief ihn Nationaltrainer Laurent Blanc erstmals in den A-Kader der Bleus für die beiden EM-Qualifikationsspiele im Oktober; gegen Rumänien wurde er kurz vor Schluss eingewechselt und bereitete den Treffer zum 2:0 vor. Für die Europameisterschaft 2012 wurde er allerdings nicht berücksichtigt. Auch bei der Weltmeisterschaft 2014 in Brasilien stand Payet nicht im Kader der französischen Nationalmannschaft. Das erste Tor im Nationaltrikot konnte Payet am 7. Juni 2015 erzielen, als er im Freundschaftsspiel gegen Belgien eingewechselt wurde und in der Nachspielzeit zum 3:4-Endstand traf.
Bei der Fußball-Europameisterschaft 2016 in Frankreich wurde Payet von Nationaltrainer Didier Deschamps in das französische Aufgebot aufgenommen. Im Auftaktspiel gegen Rumänien bereitete er das erste Tor vor und erzielte in der 89. Minute den entscheidenden Treffer zum 2:1 mit einem Linksschuss außerhalb des Strafraums ins linke obere Eck. Auch im zweiten Gruppenspiel traf Payet, diesmal mit rechts und flach; in beiden Partien wurde er anschließend als Man of the Match ausgezeichnet. Mit insgesamt drei Treffern war er der viertbeste Torschütze dieser EM; außerdem wurde er als einer von zwei Franzosen in die Mannschaft des Turniers aufgenommen.

## Erfolge und Auszeichnungen
- Vize-Europameister: 2016 mit Frankreich
- Torschützenkönig des FA Cup: 2016[10]
- PFA Team of the Year: 2015/16
- Spieler des Monats der Ligue 1: September 2010